# U 17 (U-Boot, 1973)
U 17 (Schiffskennung S 196) ist ein deutsches U-Boot der Klasse 206 A, dessen Heimathafen die Ostseestadt Eckernförde war. Dort war U 17 zunächst dem 3. Ubootgeschwader der Deutschen Marine unterstellt, bis dieses am 13. Februar 2006 außer Dienst gestellt wurde, und anschließend bis zur eigenen Außerdienststellung am 14. Dezember 2010 dem dann ebenfalls in Eckernförde beheimateten 1. Ubootgeschwader.

## Geschichte

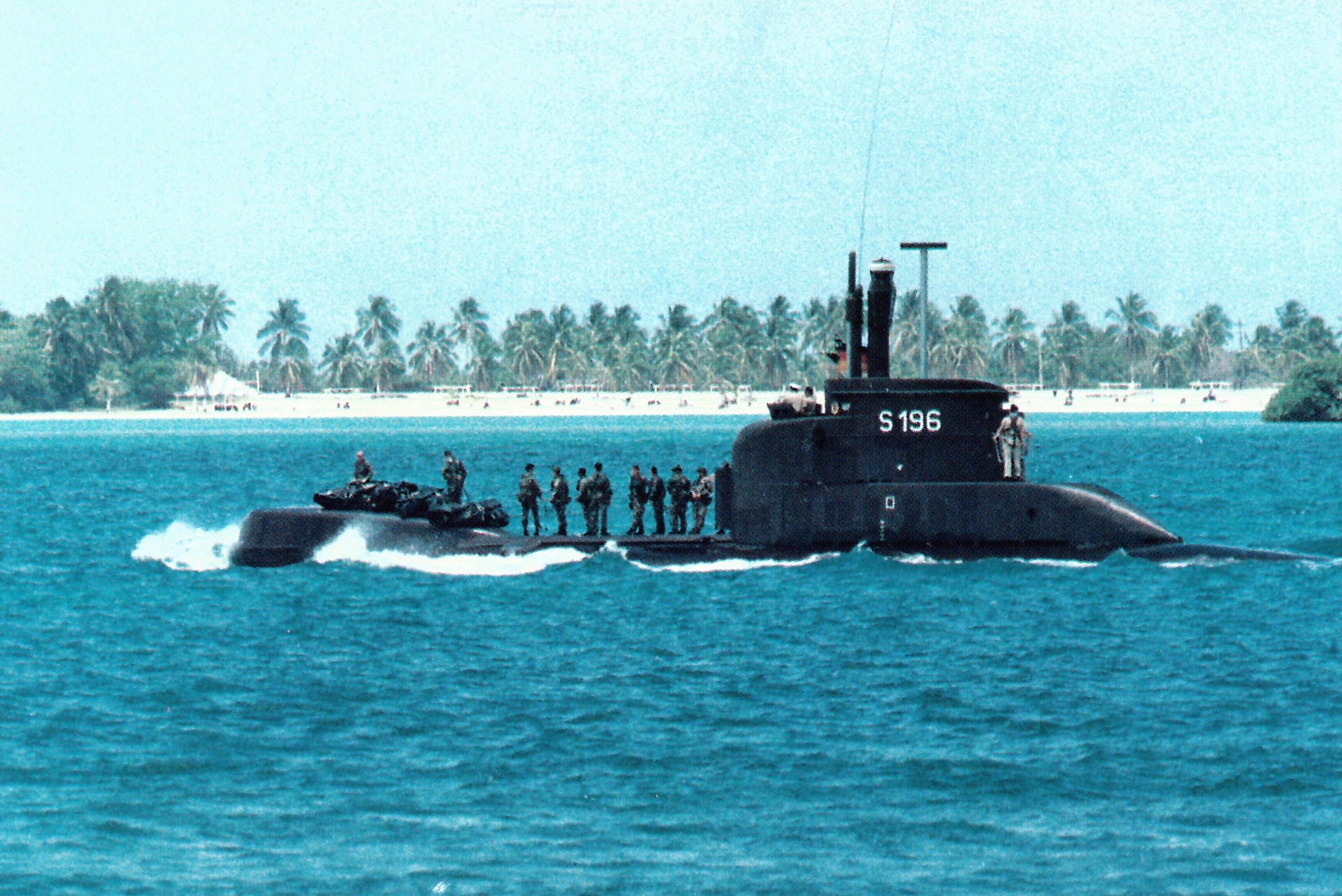
U 17 verbringt vor Puerto Rico Spezialkräfte der US Army, 1997

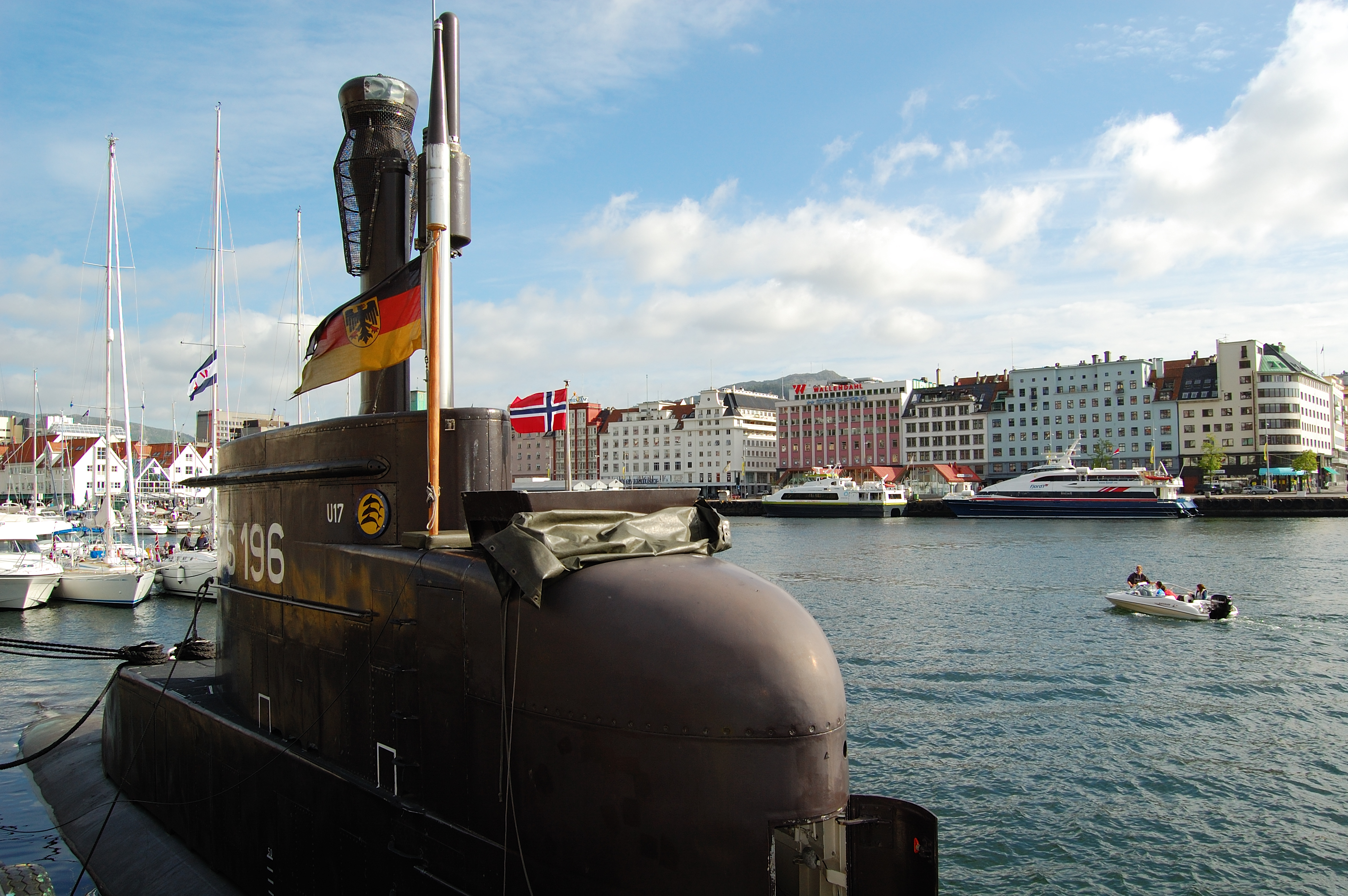
U 17 in Bergen, Norwegen, 2009

U 17 wurde am 28. November 1973 als fünftes U-Boot der Klasse 206 in Dienst gestellt. Vom 18. September 1989 bis zum 22. Juli 1991 erfolgte bei Howaldtswerke-Deutsche Werft der Umbau zur verbesserten Klasse 206 A.
Von April bis August 1997 fuhr U 17 unter dem Kommando von Kapitänleutnant Wolfgang Müller-Seedorf – gemeinsam mit U 26 (Korvettenkapitän Achmed Zaouer) – als erstes deutsches Nachkriegs-U-Boot über den Atlantik, um in der Karibik und an der Ostküste der USA ein umfangreiches militärisches Übungsprogramm zu absolvieren. Damit operierten erstmals nach dem Zweiten Weltkrieg („Unternehmen Paukenschlag“) und gar 81 Jahre nach dem letzten Besuch eines unter deutscher Flagge fahrenden U-Bootes in den USA (Handelsunterseeboot Deutschland) wieder deutsche U-Boote im Westatlantik. Die Operation fand im Rahmen von SUBEX 97 statt und beinhaltete die Teilnahme an verschiedenen internationalen Marinemanövern sowie Hafenaufenthalte in Ponta Delgada (Azoren/Portugal), Roosevelt Roads und San Juan (beide Puerto Rico) sowie Washington, Groton und New York City (alle USA). Höhepunkte dieses Unternehmens waren für beide Besatzungen die gemeinsamen Übungen mit den beiden nukleargetriebenen Jagd-U-Booten der Los-Angeles-Klasse, Augusta und Memphis, sowie der Besuch in New York während des Independence Day.
Im Sommer 2010 nahm U 17 mit der Besatzung des Schwesterbootes U 18 unter dem Kommando von Korvettenkapitän Frédéric Strauch letztmalig an der NATO-Operation Active Endeavour im Mittelmeer teil. Im Rahmen dieses Einsatzes wurden die Häfen von Málaga (Spanien), Catania auf Sizilien (Italien), Valletta (Malta), Palma de Mallorca (Spanien) und Brest (Frankreich) angelaufen.
Am 14. Dezember 2010 wurde U 17 in Eckernförde außer Dienst gestellt.

## Verbleib
Von 2010 bis 2021 lag U 17 im Marinearsenal in Wilhelmshaven (letzter Liegeplatz).
Neben U 15 galt U 17 als Kandidat dafür, nach Maßnahmen zur Schadstoffbeseitigung sowie zur Demilitarisierung in das Technik-Museum Sinsheim verlegt zu werden. U 17 wurde Ende 2017 wegen des besseren Gesamtzustands und dadurch geringerer Renovierungskosten ins Gespräch gebracht. Ursprünglich war die Entscheidung und Überführung für Mitte 2018 vorgesehen, verzögerte sich allerdings bis Mitte 2021 und fiel letztendlich zugunsten von U 17 aus.
Am 30. Juni 2021 wurde U 17 von Wilhelmshaven zur Werft von ThyssenKrupp Marine Systems nach Kiel überführt, wo die Waffensysteme ausgebaut und das U-Boot somit demilitarisiert wurde.
Vom 28. April bis zum 17. Mai 2023 erfolgte der Transport des U-Bootes auf einem Ponton von Kiel über den Nord-Ostsee-Kanal, entlang der Nordseeküste nach Rotterdam und dann über Waal und Rhein nach Speyer. Der Schubverband hielt dabei unter großem Publikumsinteresse in mehreren Häfen an. In Speyer wurde U 17 für den Weitertransport an den Standort Sinsheim vorbereitet. Unter anderem wurden über 100 Tonnen Batterien ausgebaut, um das U-Boot zu erleichtern. Der Transport von Speyer nach Sinsheim begann am 30. Juni 2024. Auf einem Ponton wurde die Strecke nach Haßmersheim zurückgelegt, unter anderem mit einem zweitägigen Stopp in Heidelberg. Um unter Brücken, wie der Alten Brücke, durchzupassen, musste das U-Boot auf dem Ponton auf die Seite gedreht werden. Die restlichen 50 Kilometer wurden auf der Straße zurückgelegt. Der Transport ins Technik-Museum Sinsheim dauerte insgesamt bis zum 28. Juli 2024. Am 24. Mai 2025 wurde das Boot für die Öffentlichkeit zur Besichtigung geöffnet.
Das U-Boot ist nach seiner Ausmusterung im Bestand der Wehrtechnischen Studiensammlung Koblenz, die für die Erhaltung wesentlicher Exponate der wehrtechnischen Entwicklung in der Bundeswehr zuständig ist. Es ist jedoch als Dauerleihgabe an das Technik-Museum Sinsheim abgegeben.

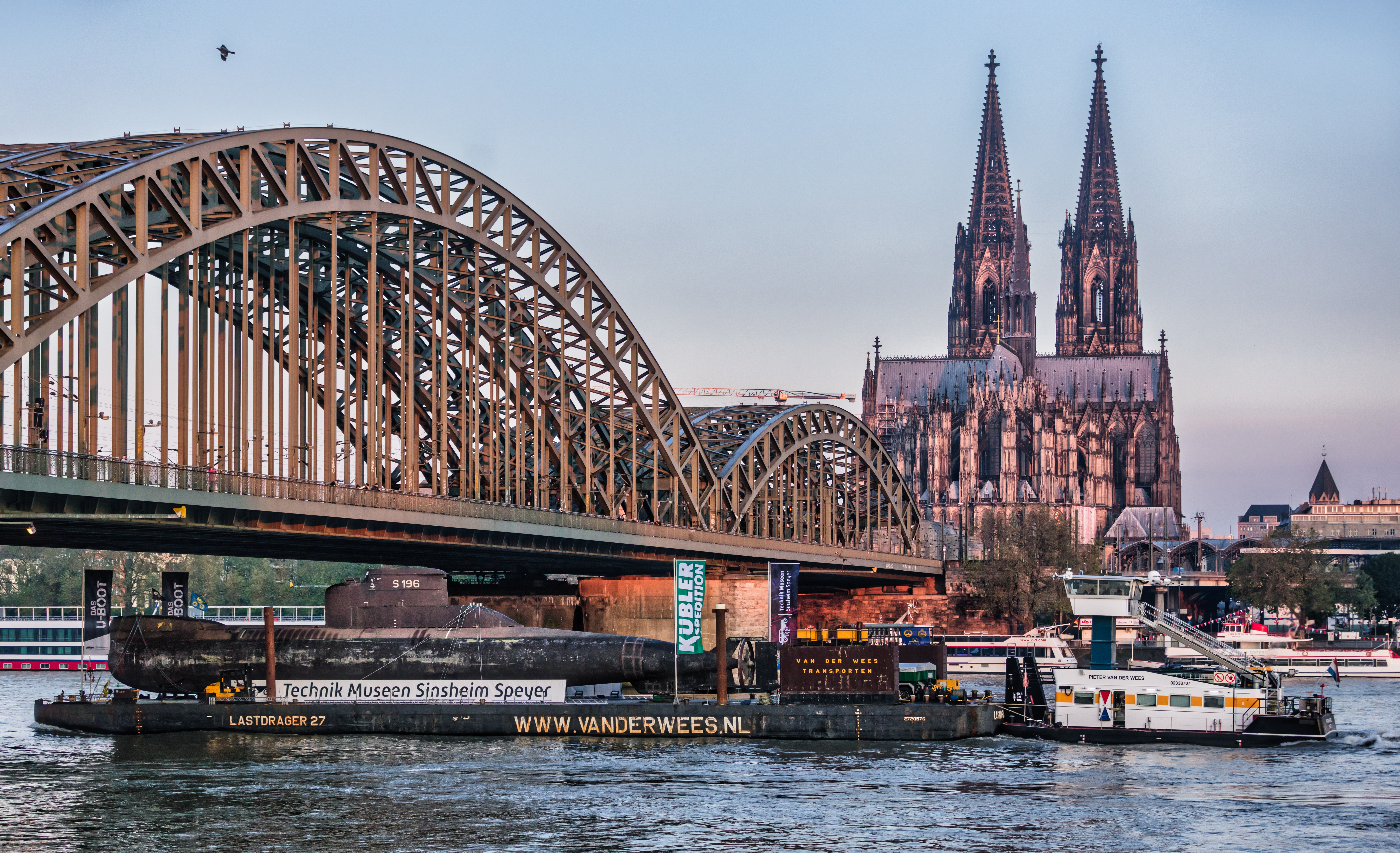
Transport des U-Bootes über den Rhein, hier: Abfahrt aus Köln am 14. Mai 2023
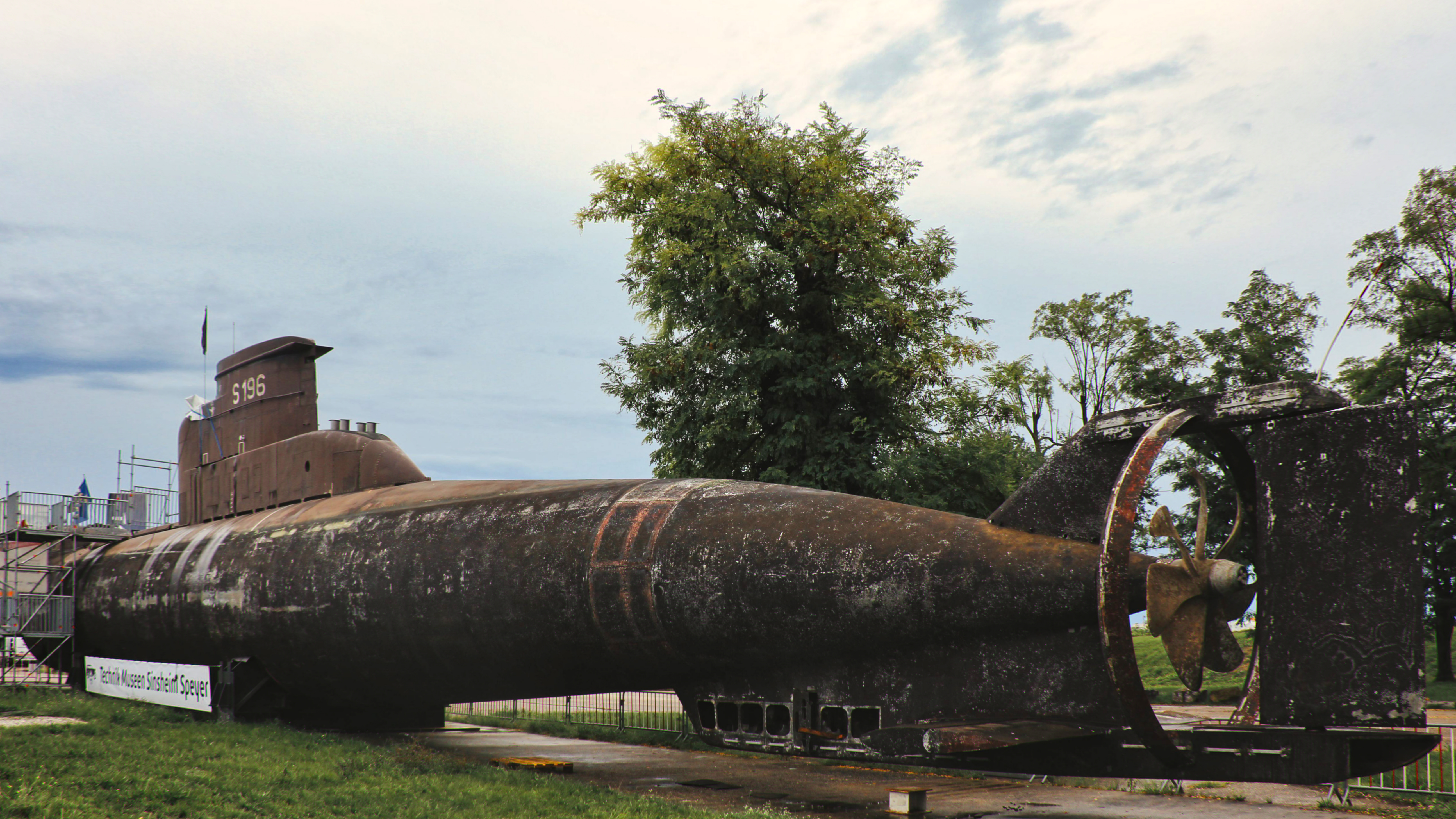
U 17 im Technik Museum Speyer, vor dem für 2024 geplanten Weitertransport nach Sinsheim (August 2023)
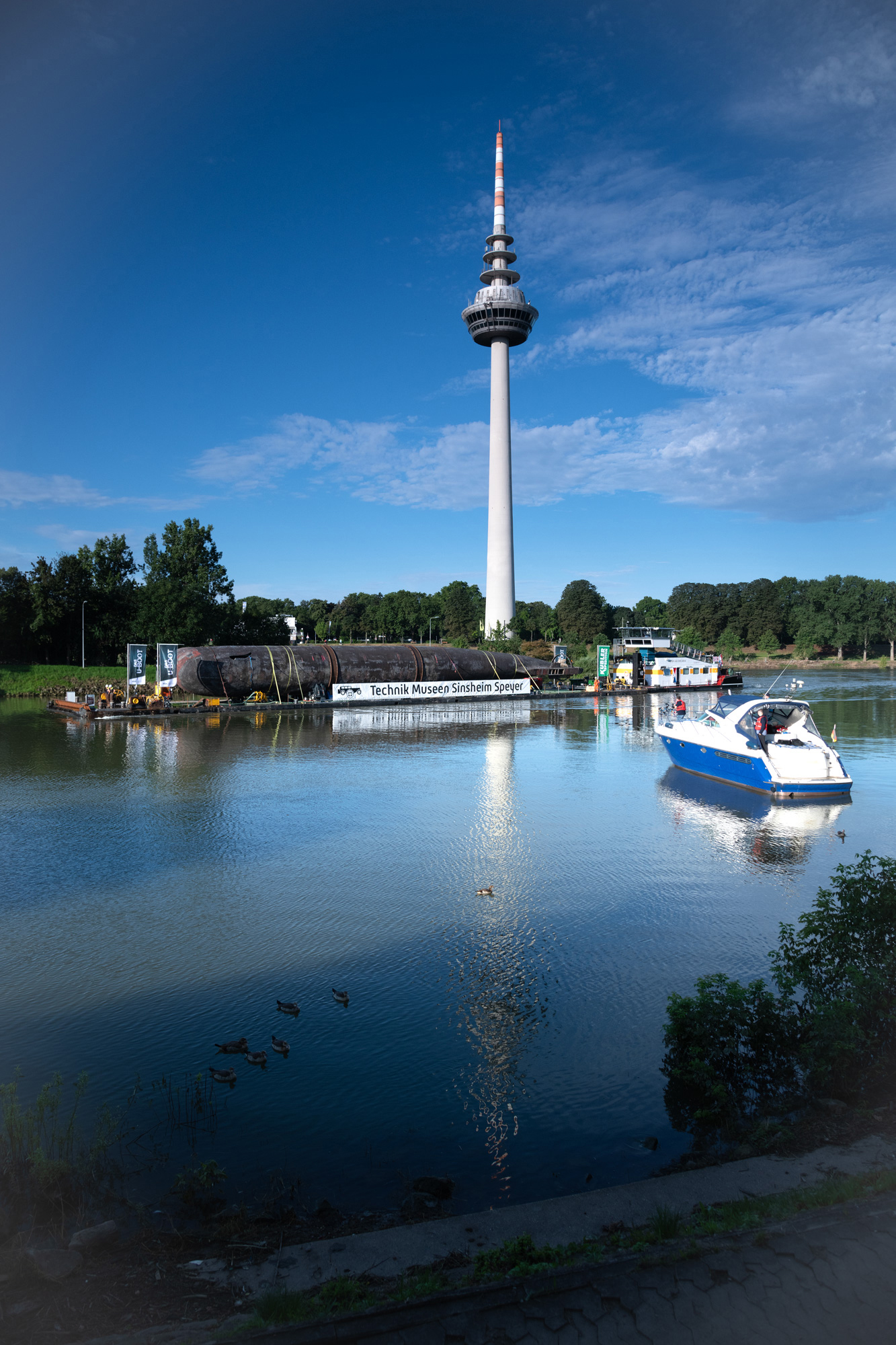
U 17 am Beginn des Neckarkanals in Mannheim (Juli 2024)

## Turmwappen

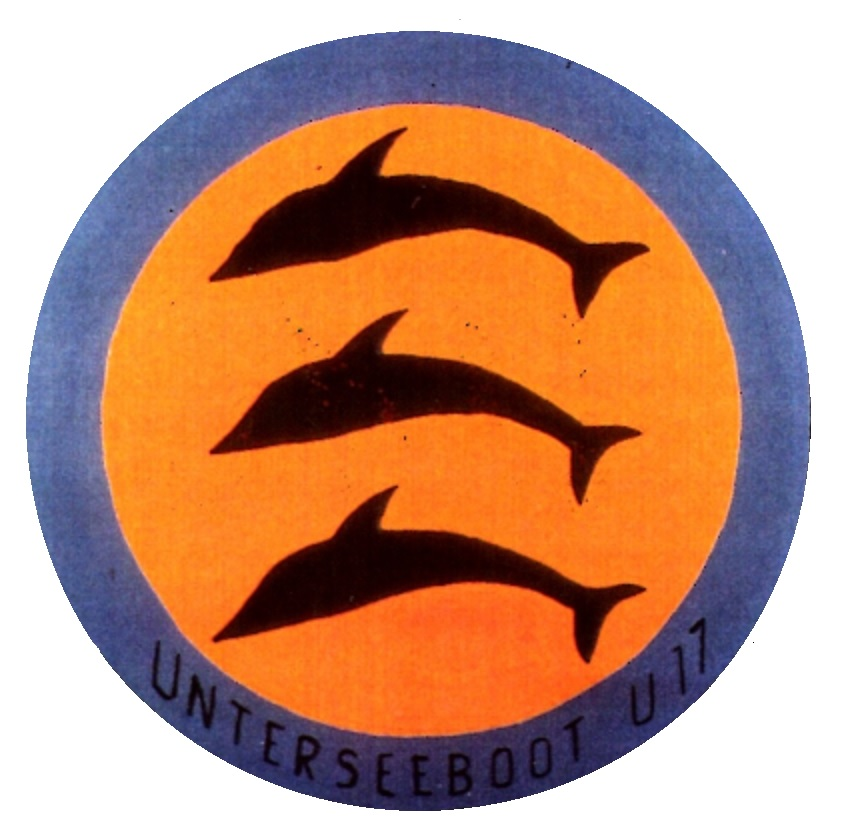
Turmwappen des Unterseebootes U 17

Das Turmwappen des Unterseebootes U 17 zeigt einen runden Wappenschild, in dessen Zentrum vor gelbem Hintergrund drei schwarze Delphine vertikal übereinander angeordnet sind. Im blauen Schildrand ist unten in Schwarz der Schriftzug UNTERSEEBOOT U 17 zu lesen.
Die Anzahl der Delphine stellt den Bezug zum 3. Ubootgeschwader her, dem U 17 von seiner Indienststellung bis zur Unterstellung unter das 1. Ubootgeschwader am 13. Februar 2006 angehörte. Die Delphine symbolisieren die Eigenschaften des U-Bootes, bei relativ langer Außenluftunabhängigkeit und bei einem hohen Maß an Ortungsvermögen zur Verteidigung selbst einen überlegenen Gegner entschlossen angreifen zu können.:185

## Patenschaft
1973 übernahm die Gemeinde Kressbronn am Bodensee die Patenschaft für U 17, die mit der Außerdienststellung des U-Bootes am 14. Dezember 2010 endete.

## Kommandanten
Die Kommandanten des Unterseebootes U 17 waren::168
| Name                                     | von           | bis           |
| ---------------------------------------- | ------------- | ------------- |
| Kapitänleutnant Klaus Wüstenberg         | 28. Nov. 1973 | 30. Sep. 1975 |
| Kapitänleutnant Viktor Toyka             | 1. Okt. 1975  | 30. Sep. 1977 |
| Kapitänleutnant Kramer                   | 1. Okt. 1977  | 30. Sep. 1980 |
| Kapitänleutnant Luchterhand              | 1. Okt. 1980  | 30. Sep. 1982 |
| Kapitänleutnant Werner Schulze-Hillert   | 1. Okt. 1982  | 30. Sep. 1984 |
| Korvettenkapitän Wolfgang Schuchardt     | 1. Okt. 1984  | 26. Sep. 1986 |
| Korvettenkapitän Wolfgang Petermann      | 26. Sep. 1986 | 7. Nov. 1988  |
| Kapitänleutnant Erich Weiß               | 7. Nov. 1988  | 9. Jan. 1989  |
| Kapitänleutnant Siegfried Schneider      | 9. Jan. 1989  | 29. Sep. 1989 |
| Kapitänleutnant Bernd Briel              | 29. Sep. 1989 | 26. Sep. 1991 |
| Korvettenkapitän Michael Witte           | 26. Sep. 1991 | 15. Aug. 1993 |
| Kapitänleutnant Peter-Paul Prahl †       | 16. Aug. 1993 | 1. Sep. 1995  |
| Korvettenkapitän Wolfgang Müller-Seedorf | 1. Sep. 1995  | 28. Sep. 1998 |
| Kapitänleutnant René Vorbeck             | 28. Sep. 1998 | 2. Apr. 2001  |
| Korvettenkapitän Dieter Waldmann         | 2. Apr. 2001  | 1. Okt. 2003  |
| Kapitänleutnant Sascha Albrecht          | 1. Okt. 2003  | 22. Mai 2005  |
| Korvettenkapitän Jörn Schierhorn         | 22. Mai 2005  | 14. Dez. 2010 |